# Pisa Sporting Club 1991-1992
Questa pagina raccoglie i dati riguardanti il Pisa Sporting Club nelle competizioni ufficiali della stagione 1991-1992.

## Stagione

Il promettente terzino Andrea Fortunato

Nella stagione 1991-1992 il Pisa, appena retrocesso dalla massima serie, si presenta ai nastri di partenza della cadetteria come una delle favorite per la promozione. Il presidente Anconetani conferma inizialmente sulla panchina Luca Giannini (esonerandolo dopo tre sconfitte consecutive in avvio di torneo e sostituendolo con Ilario Castagner), sono stati ingaggiati giovani di belle speranze come il difensore Andrea Fortunato e l'attaccante Marco Ferrante (quest'ultimo per rimpiazzare Lamberto Piovanelli ceduto alla Juventus); sono stati inoltre confermati nella rosa i due argentini José Antonio Chamot e Diego Simeone. Con 17 reti il miglior realizzatore stagionale pisano è stato Ferrante, delle quali 4 in Coppa Italia e 13 in campionato. Bene anche il suo gemello del goal Scarafoni autore di 16 reti, 6 delle quali su calcio di rigore.
Nonostante le attese della vigilia però la squadra nerazzurra non è mai riuscita ad imporsi fra le prime della categoria e ha dovuto abbandonare i sogni di promozione già con alcune giornate di anticipo, chiudendo comunque con un onorevole sesto posto il campionato. Un torneo molto regolare quello dei pisani, con 20 punti ottenuti nel girone di andata e 19 nel ritorno. In Coppa Italia i nerazzurri hanno fatto un buon percorso, arrivando agli ottavi di finale, superando i primi due turni, nei quali hanno eliminato nel primo il Monza e nel secondo il Foggia, poi negli ottavi di finale sono invece usciti dalla manifestazione, cedendo il passaggio del turno al Genoa nel doppio confronto.

## Rosa
| N. |                      | Ruolo | Calciatore          |
| -- | -------------------- | ----- | ------------------- |
|    | Italia (bandiera)    | P     | Gianpaolo Spagnulo  |
|    | Italia (bandiera)    | P     | Andrea Sardini      |
|    | Italia (bandiera)    | P     | Luca Polzella       |
|    | Argentina (bandiera) | D     | José Antonio Chamot |
|    | Italia (bandiera)    | D     | Roberto Bosco       |
|    | Italia (bandiera)    | D     | Luciano Dondo       |
|    | Italia (bandiera)    | D     | Riccardo Fimognari  |
|    | Italia (bandiera)    | D     | Andrea Fortunato    |
|    | Italia (bandiera)    | D     | Mirko Taccola       |
|    | Italia (bandiera)    | D     | Silvio Picci        |
|    | Italia (bandiera)    | C     | Paolo Cristallini   |
|    | Italia (bandiera)    | C     | David Fiorentini    |

| N. |                      | Ruolo | Calciatore          |
| -- | -------------------- | ----- | ------------------- |
|    | Italia (bandiera)    | C     | Massimo Gallaccio   |
|    | Italia (bandiera)    | C     | Diego Gavazzi       |
|    | Italia (bandiera)    | C     | Franco Marchegiani  |
|    | Italia (bandiera)    | C     | Stefano Marini      |
|    | Italia (bandiera)    | C     | Franco Rotella      |
|    | Argentina (bandiera) | C     | Diego Pablo Simeone |
|    | Italia (bandiera)    | C     | Alvise Zago         |
|    | Italia (bandiera)    | A     | Marco Ferrante      |
|    | Italia (bandiera)    | A     | Nicola Martini      |
|    | Italia (bandiera)    | A     | Cristian Polidori   |
|    | Italia (bandiera)    | A     | Lorenzo Scarafoni   |

## Risultati

### Serie B

#### Girone di andata
| Arbitro: | Rosica (Roma) |

|                          |           |                                          |
| Simeone 45’ Ferrante 79’ | Marcatori | 4’, 85’ Campilongo 65’ (rig.) B. Carbone |

| Arbitro: | Lo Bello (Siracusa) |

|                                                       |           |                      |
| Cristallini 59’ (aut.) Provitali 72’ (rig.) Monza 86’ | Marcatori | 45’ (rig.) Scarafoni |

| Arbitro: | Boemo (Cervignano del Friuli) |

|                         |           |  |
| Compagno 8’ Coppola 17’ | Marcatori |  |

| Arbitro: | De Angelis (Civitavecchia) |

|                            |           |  |
| Ferrante 17’ Scarafoni 65’ | Marcatori |  |

| Arbitro: | Quartuccio (Torre Annunziata) |

|                |           |                     |
| Ceramicola 49’ | Marcatori | 74’ (aut.) A. Conte |

| Arbitro: | Pezzella (Frattamaggiore) |

|                                 |           |  |
| Scarafoni 37’ (rig.) Chamot 80’ | Marcatori |  |

| Arbitro: | Guidi (Bologna) |

|                      |           |  |
| Simeone 4’ Picci 66’ | Marcatori |  |

| Arbitro: | Sguizzato (Verona) |

|                              |           |                           |
| De Marco 41’ Bertuccelli 49’ | Marcatori | 45’ Rotella 53’ Scarafoni |

| Arbitro: | Rodomonti (Teramo) |

|  |           |                |
|  | Marcatori | 17’ Bortoluzzi |

| Arbitro: | Nicchi (Arezzo) |

|               |           |               |
| Simonetta 16’ | Marcatori | 71’ Scarafoni |

| Arbitro: | Cinciripini (Ascoli Piceno) |

|                            |           |           |
| Scarafoni 11’ Ferrante 78’ | Marcatori | 38’ Lerda |

| Pisa 17 novembre 1991 12ª giornata | Pisa             | 0 – 0 | Piacenza | Stadio Arena Garibaldi\| Arbitro: \| Cardona (Milano) \| |
| Arbitro:                           | Cardona (Milano) |       |          |                                                          |

| Arbitro: | Mughetti (Cesena) |

|             |           |             |
| Montrone 6’ | Marcatori | 74’ Taccola |

| Pisa 1º dicembre 1991 14ª giornata | Pisa                 | 0 – 0 | Bologna | Stadio Arena Garibaldi\| Arbitro: \| Brignoccoli (Ancona) \| |
| Arbitro:                           | Brignoccoli (Ancona) |       |         |                                                              |

| Arbitro: | Felicani (Bologna) |

|  |           |              |
|  | Marcatori | 24’ Ferrante |

| Arbitro: | Boggi (Salerno) |

|             |           |  |
| Taccola 19’ | Marcatori |  |

| Arbitro: | Fucci (Salerno) |

|                                   |           |  |
| Spinelli 37’ Sacchetti 71’ (rig.) | Marcatori |  |

| Arbitro: | Beschin (Legnago) |

|                            |           |                      |
| Scarafoni 47’ Ferrante 76’ | Marcatori | 45’ Saurini 62’ Ganz |

| Arbitro: | Cardona (Milano) |

|                |           |              |
| D. Morello 74’ | Marcatori | 52’ Ferrante |

#### Girone di ritorno
| Caserta 26 gennaio 1992 20ª giornata | Casertana          | 0 – 0 | Pisa | Stadio Alberto Pinto\| Arbitro: \| Fabricatore (Roma) \| |
| Arbitro:                             | Fabricatore (Roma) |       |      |                                                          |

| Pisa 2 febbraio 1992 21ª giornata | Pisa                   | 0 – 0 | Modena | \| Arbitro: \| Conocchiari (Macerata) \| |
| Arbitro:                          | Conocchiari (Macerata) |       |        |                                          |

| Arbitro: | Cesari (Genova) |

|                                                          |           |  |
| Taccola 3’ Scarafoni 22’ (rig.), 61’ (rig.) Ferrante 45’ | Marcatori |  |

| Arbitro: | Bettin (Padova) |

|                     |           |  |
| Bertarelli 11’, 37’ | Marcatori |  |

| Arbitro: | Arena (Ercolano) |

|                                               |           |  |
| Ferrante 13’ Zago 30’ Martini 39’ Rotella 80’ | Marcatori |  |

| Arbitro: | Bazzoli (Merano) |

|            |           |              |
| Dicara 45’ | Marcatori | 32’ Ferrante |

| Arbitro: | Fabricatore (Roma) |

|            |           |          |
| Cecconi 7’ | Marcatori | 38’ Zago |

| Arbitro: | De Angelis (Civitavecchia) |

|              |           |  |
| Ferrante 73’ | Marcatori |  |

| Arbitro: | Pezzella (Frattamaggiore) |

|                      |           |             |
| F. Romano 24’ (rig.) | Marcatori | 18’ Taccola |

| Arbitro: | Lanese (Messina) |

|                      |           |                          |
| Scarafoni 63’ (rig.) | Marcatori | 23’ Russo 32’ Tramezzani |

| Arbitro: | Rosica (Roma) |

|                  |           |                           |
| Lerda 45’ (rig.) | Marcatori | 1’ Ferrante 12’ Scarafoni |

| Arbitro: | Merlino (Torre del Greco) |

|                        |           |                   |
| De Vitis 38’, 45’, 60’ | Marcatori | 81’, 90’ Ferrante |

| Arbitro: | Cardona (Milano) |

|  |           |            |
|  | Marcatori | 88’ Longhi |

| Arbitro: | Arena (Ercolano) |

|  |           |               |
|  | Marcatori | 85’ Scarafoni |

| Arbitro: | Cesari (Genova) |

|  |           |                      |
|  | Marcatori | 54’ (aut.) Scarafoni |

| Taranto 24 maggio 1992 35ª giornata | Taranto                       | 0 – 0 | Pisa | Stadio Erasmo Iacovone\| Arbitro: \| Boemo (Cervignano del Friuli) \| |
| Arbitro:                            | Boemo (Cervignano del Friuli) |       |      |                                                                       |

| Pisa 31 maggio 1992 36ª giornata | Pisa              | 0 – 0 | Messina | Stadio Arena Garibaldi\| Arbitro: \| Mughetti (Cesena) \| |
| Arbitro:                         | Mughetti (Cesena) |       |         |                                                           |

| Arbitro: | Boggi (Salerno) |

|                           |           |  |
| De Paola 4’ Ganz 61’, 80’ | Marcatori |  |

| Arbitro: | Conocchiari (Macerata) |

|               |           |  |
| Scarafoni 25’ | Marcatori |  |

## Classifica finale
|  |    | Classifica 1991-92 | Pt | G  | V  | N  | P  | GF | GS | DR |
|  | -- | ------------------ | -- | -- | -- | -- | -- | -- | -- | -- |
|  | 6. | Pisa               | 39 | 38 | 12 | 15 | 11 | 40 | 36 | +4 |

## Coppa Italia
| Arbitro: | Guidi (Bologna) |

|                  |           |  |
| Ferrante 4’, 26’ | Marcatori |  |

| Arbitro: | Boggi (Salerno) |

|  |           |               |
|  | Marcatori | 45’ Scarafoni |

| Arbitro: | Beschin (Legnago) |

|                                      |           |               |
| Cristallini 26’ Scarafoni 80’ (rig.) | Marcatori | 31’ Ricchetti |

| Arbitro: | Amendolia (Messina) |

|              |           |              |
| Rambaudi 14’ | Marcatori | 55’ Ferrante |

| Arbitro: | Beschin (Legnago) |

|                          |           |  |
| Taccola 11’ Ferrante 85’ | Marcatori |  |

| Arbitro: | D'Elia (Salerno) |

|                                                            |           |  |
| Bortolazzi 9’ Ruotolo 45’ Aguilera 58’ (rig.) Skuhravy 76’ | Marcatori |  |